# Référendum de 1961 au Cameroun britannique
Un référendum a lieu le 11 février 1961 au Cameroun britannique afin de déterminer si le territoire sous tutelle britannique doit intégrer le Cameroun ou le Nigeria. Finalement, le Cameroun septentrional, partie nord du territoire à majorité musulmane, rejoindra le Nigeria tandis que le Cameroun méridional, partie sud du territoire à majorité chrétienne et animiste, fusionnera avec le Cameroun. 

## Contexte
Le Cameroun britannique est issu du partage, après la Première Guerre mondiale, du Kamerun allemand, dont la partie occidentale est confiée par la Société des Nations (SDN) au Royaume-Uni et la partie orientale à la France.
Avec l'indépendance du Cameroun (1er janvier 1960) et du Nigeria (1er octobre 1960), se pose la question de l'avenir du Cameroun britannique. Le territoire, divisé en deux parties, est alors soumis à un référendum. La possibilité d'une indépendance totale est écartée, le représentant britannique au conseil de tutelle des Nations unies, Andrew Cohen y étant opposé.
Sous administration britannique, cette partie de l'ancien Kamerun allemand fut divisée dès le départ en deux régions placées sous une administration territoriale différente ayant leur siège respectif à Kaduna pour le nord et Enugu pour le sud. Le Cameroun septentrional habité par des Peuls musulmans fut aussitôt réquisitionné par l'administration nigériane, le Cameroun méridional peuplé de Bamilékés chrétiens et animistes bénéficia quant à lui d'un régime d'autonomie avec un gouvernement régional. 
Sur le plan social, le Cameroun septentrional, les notables étaient des vassaux des sultanats nord-nigérians. Au contraire, le Cameroun méridional était plus hostile vis-à-vis le Nigeria que le Cameroun septentrional à cause de la forte immigration igbo. Les élites méridionales se sentaient plus proches de l'Occident et sur le plan historique, le Cameroun méridional partageait des liens précoloniaux avec le Cameroun. Néanmoins, le caractère autoritaire de la République camerounaise, l'hégémonie francophone et la guerre civile au Cameroun inquiétaient. Cependant, les partisans d'un Cameroun réunifié mirent de l'avant l'idée que le Cameroun britannique sera plus autonome au sein de la République du Cameroun que le Nigeria, vu que les Britanniques refusaient l'indépendance de ce territoire.

## Résultat
Le Cameroun septentrional vote majoritairement en faveur de l'intégration au Nigeria (60 %), tandis que le Cameroun méridional choisit l'intégration au Cameroun à 70,5 %.
| Choix                   | Cameroun septentrional | Cameroun septentrional | Cameroun méridional | Cameroun méridional |
| Choix                   | Votes                  | %                      | Votes               | %                   |
| ----------------------- | ---------------------- | ---------------------- | ------------------- | ------------------- |
| Intégration au Cameroun | 97 659                 | 40,0                   | 233 571             | 70,5                |
| Intégration au Nigeria  | 146 296                | 60,0                   | 97 741              | 29,5                |
| Votes blancs/invalides  |                        | –                      |                     | –                   |
| Total                   | 243 955                | 100                    | 331 312             | 100                 |
| Inscrits                | 292 985                |                        | 349 652             |                     |